# میمون شبگرد دیان
میمون شبگرد دیان (نام علمی: Tarsius dentatus) نام یک گونه از سرده شبگردمیمون‌ها است.